# Герб Новосибірської області

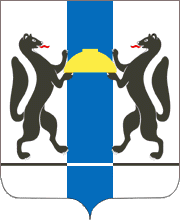
Герб Новосибірської області

Герб Новосибірської області є символом Новосибірської області, прийнято 29 травня 2003 року.

## Опис
Герб Новосибірської області — геральдичний щит, у срібному (білому) полі якого лазуровий (синій, блакитний) стовп і два чорні соболі із червленими язиками, звернені одне до одного, що тримають передніми лапами золоті коровай із сільничкою. У нижній частині щита проходить вузький чорний пояс, що переходить на лазуровому стовпі в срібний (білий) колір.